# Balkány
Pour les articles homonymes, voir Balkany.
Balkány est une ville du comitat de Szabolcs-Szatmár-Bereg en Hongrie.

## Jumelages
La ville de Balkány est jumelée avec :
- Lázári (Lazuri) (Roumanie)
- Słopnice (Pologne)
- Chlebnice (Slovaquie)

## Galerie

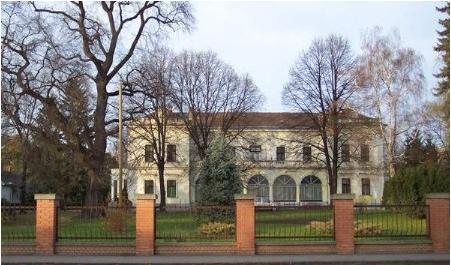
Le Château Gencsy de Balkány
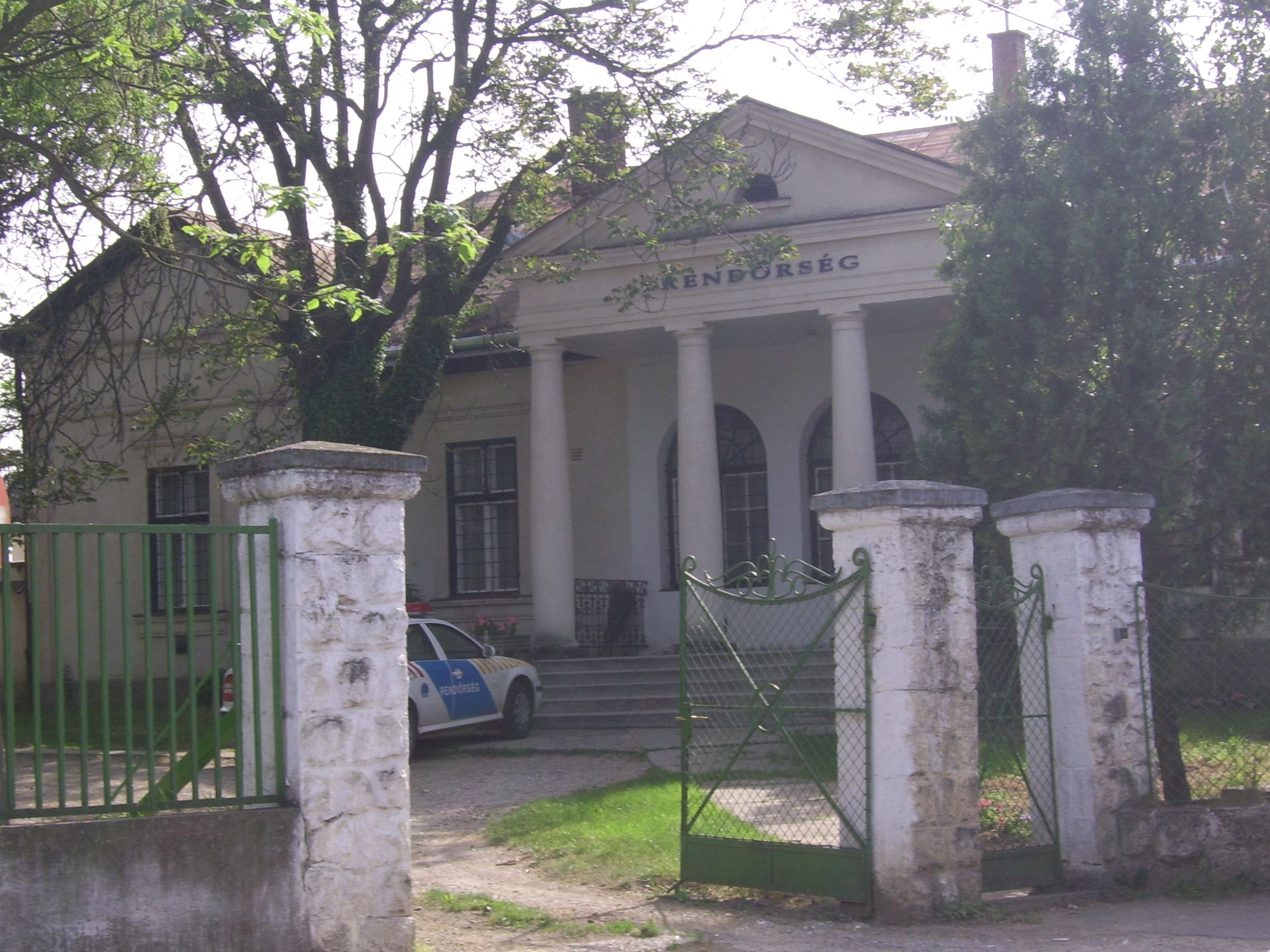
Le Château Gődény de Balkány est un poste de police aujourd'hui
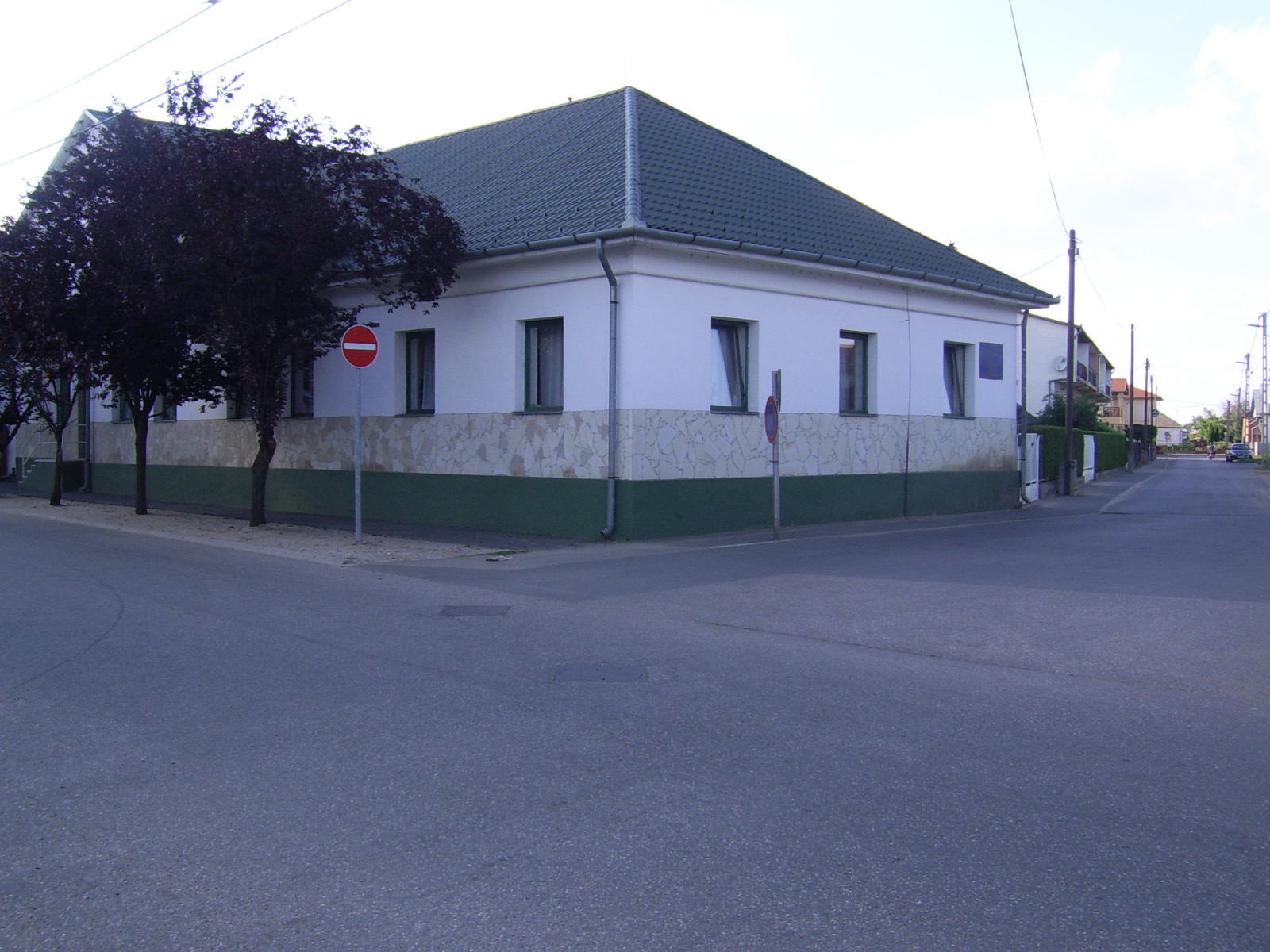
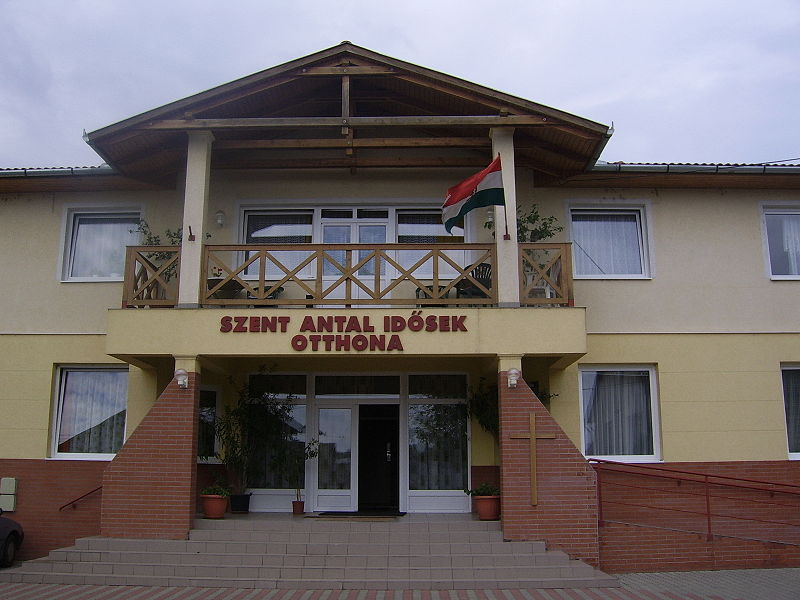
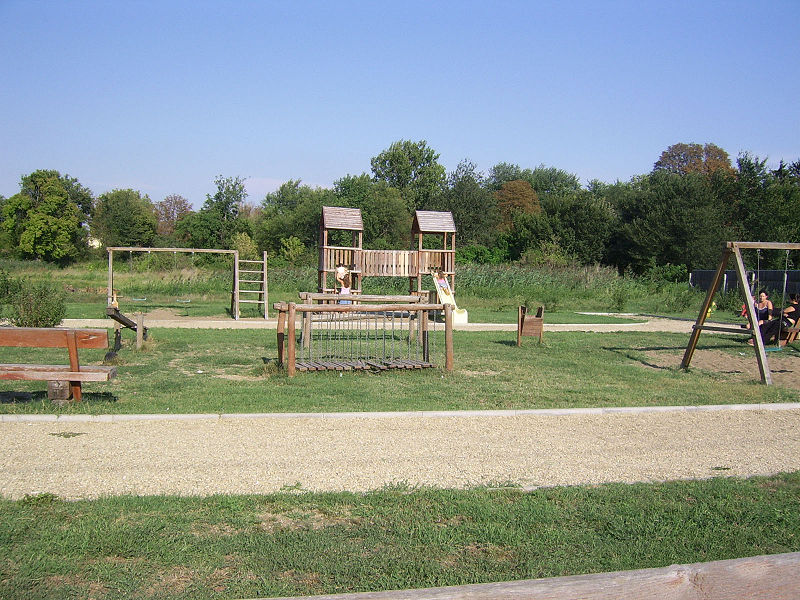